# شهرستان یونیون (جورجیا)
شهرستان یونیون، جورجیا (به انگلیسی: Union County, Georgia) یک سکونتگاه مسکونی در ایالات متحده آمریکا است که در جورجیا واقع شده‌است.